# Krishnarajasagara
Krishnarajasagara là một thị xã của quận Mandya thuộc bang Karnataka, Ấn Độ.

## Địa lý
Krishnarajasagara có vị trí 12°26′B 76°23′Đ / 12,44°B 76,38°Đ Nó có độ cao trung bình là 791 mét (2595 feet).

## Nhân khẩu
Theo điều tra dân số năm 2001 của Ấn Độ, Krishnarajasagara có dân số 8510 người. Phái nam chiếm 51% tổng số dân và phái nữ chiếm 49%. Krishnarajasagara có tỷ lệ 67% biết đọc biết viết, cao hơn tỷ lệ trung bình toàn quốc là 59,5%: tỷ lệ cho phái nam là 73%, và tỷ lệ cho phái nữ là 60%. Tại Krishnarajasagara, 11% dân số nhỏ hơn 6 tuổi.